# 바프스루드니르가 말하기를

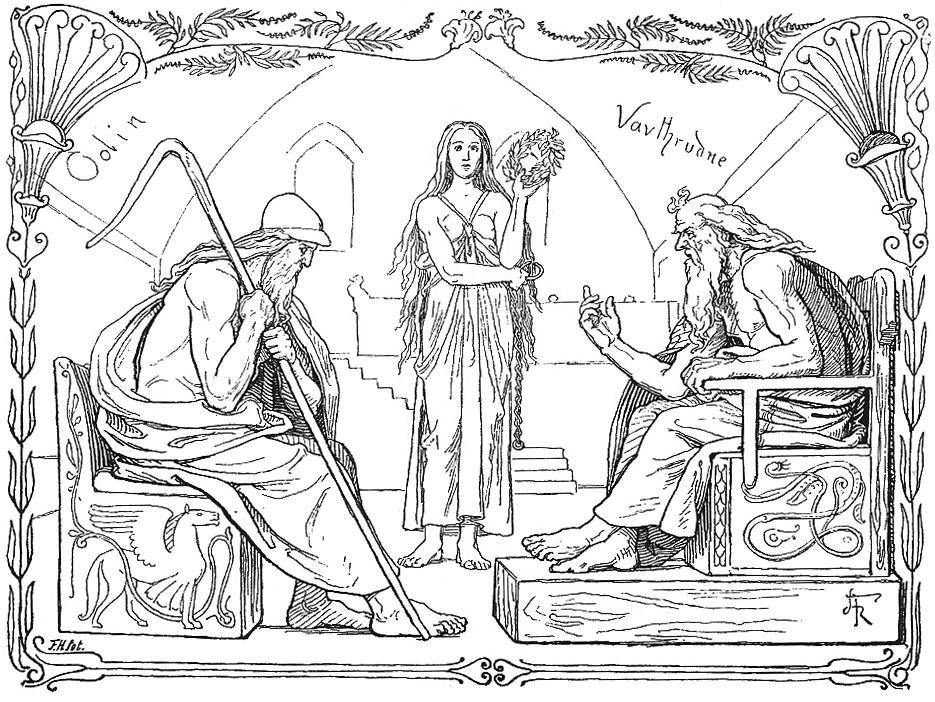
지혜를 겨루는 오딘과 바프스루드니르(1895년).

〈바프스루드니르가 말하기를〉(고대 노르드어: Vafþrúðnismál 바프스루드니스말)은 《고 에다》의 세 번째 시가이다. 아스 신족의 주신 오딘과 그 아내 프리그 사이의 대화로 시작하여, 오딘과 거인 바프스루드니르 사이의 대결로 끝난다. 이 시는 북유럽 신화의 창세에 대해 매우 상세히 다루고 있으며, 스노리 스투를루손이 《신 에다》를 지을 때 일차적 자료로 사용했음이 거의 확실해 보인다. 《왕의 서》 및 필사본 AM 748 I 4to에 내용이 보존되어 있다.